# Тошнер
Тошне́р (рос. Тошнер, марій. Тошнер) — присілок у складі Волзького району Марій Ел, Росія. Входить до складу Пет'яльського сільського поселення.

## Населення
Населення — 167 осіб (2010; 179 у 2002).
Національний склад (станом на 2002 рік):
- марі — 98 %